# Brethel
Brethel (bʁə.tɛlⓘ) es una comuna francesa situada en el departamento de Orne, en la región Normandía.

## Demografía
| 136 | 125 | 104 | 108 | 116 | 116 | 165 |
| Para los censos de 1962 a 1999 la población legal corresponde a la población sin duplicidades (Fuente: INSEE [Consultar]) |     |     |     |     |     |     |